# Bernardo Castello

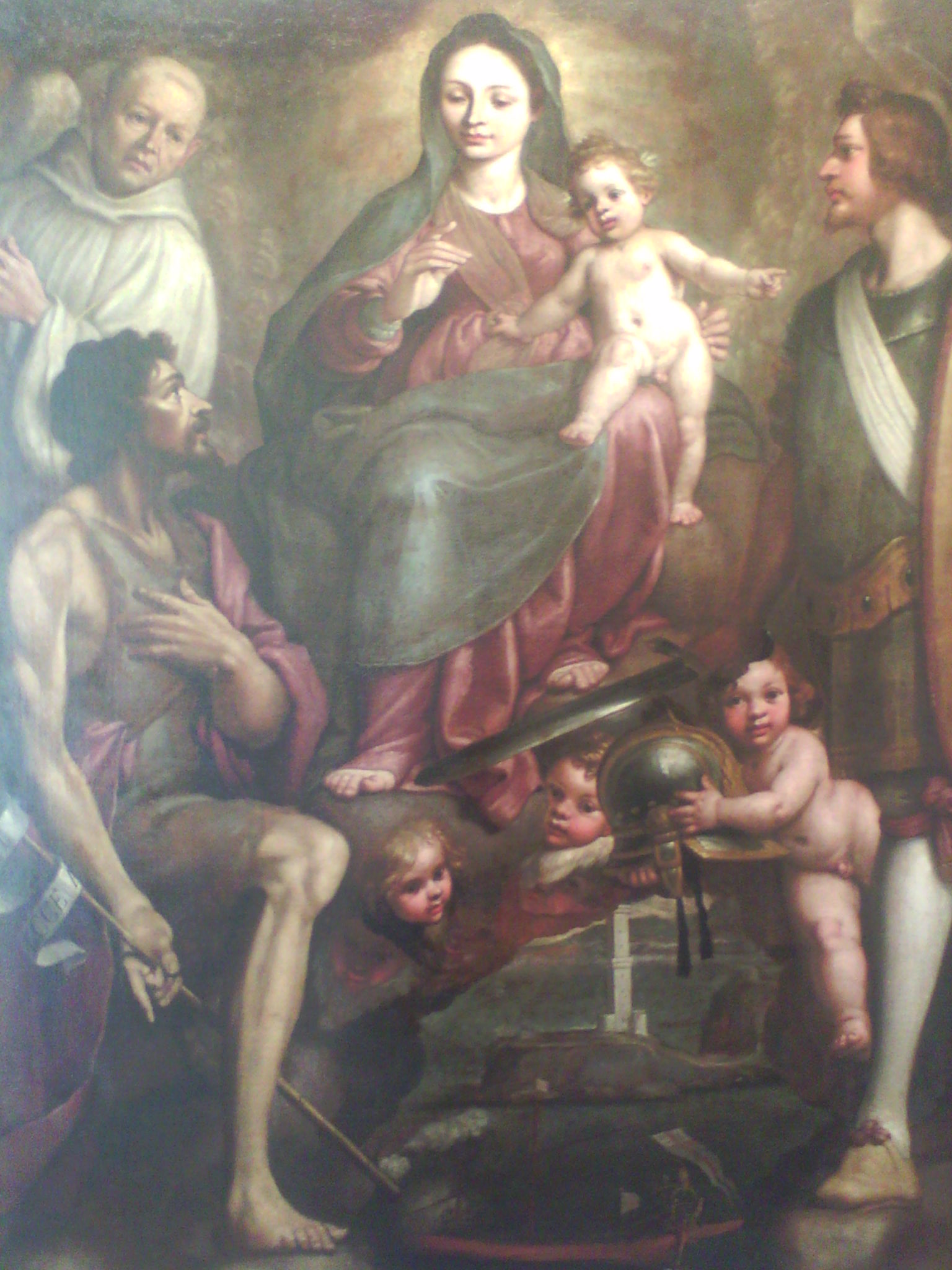
Madonna col Bambino, san Giovanni Battista e san Giorgio, esposto a Palazzo Bianco (Genova)

Bernardo Castello (Genova, 1557 – Genova, 4 ottobre 1629) è stato un pittore italiano del tardo Manierismo, attivo soprattutto a Genova e in Liguria. Oltre che per i dipinti di carattere religioso era conosciuto per i suoi ritratti.

## Biografia
Bernardo Castello nacque nel sestiere genovese della Maddalena, figlio di Antonio e Geronima Macchiavello e fratello minore di Battista Castello.
Frequentò gli studi di Andrea Semino e Luca Cambiaso, ma viaggiò anche per l'Italia, formandosi un gusto proprio, non privo di grazia.  Nella sua carriera produsse numerose opere e fu molto lodato da famosi letterati del suo tempo, con i quali intratteneva rapporti di amicizia e i cui apprezzamenti ricambiava con disegni e quadri. Tra gli altri fu amico di Gabriello Chiabrera e Torquato Tasso, per il quale produsse le illustrazioni per la Gerusalemme liberata (sia per la prima edizione, pubblicata nel 1590, che per la seconda, del 1617).
Alcuni di questi disegni furono poi incisi a bulino da Agostino Carracci. Raffigurazioni del poema di Tasso sono i più numerosi soggetti profani nell'opera di Bernardo Castello.

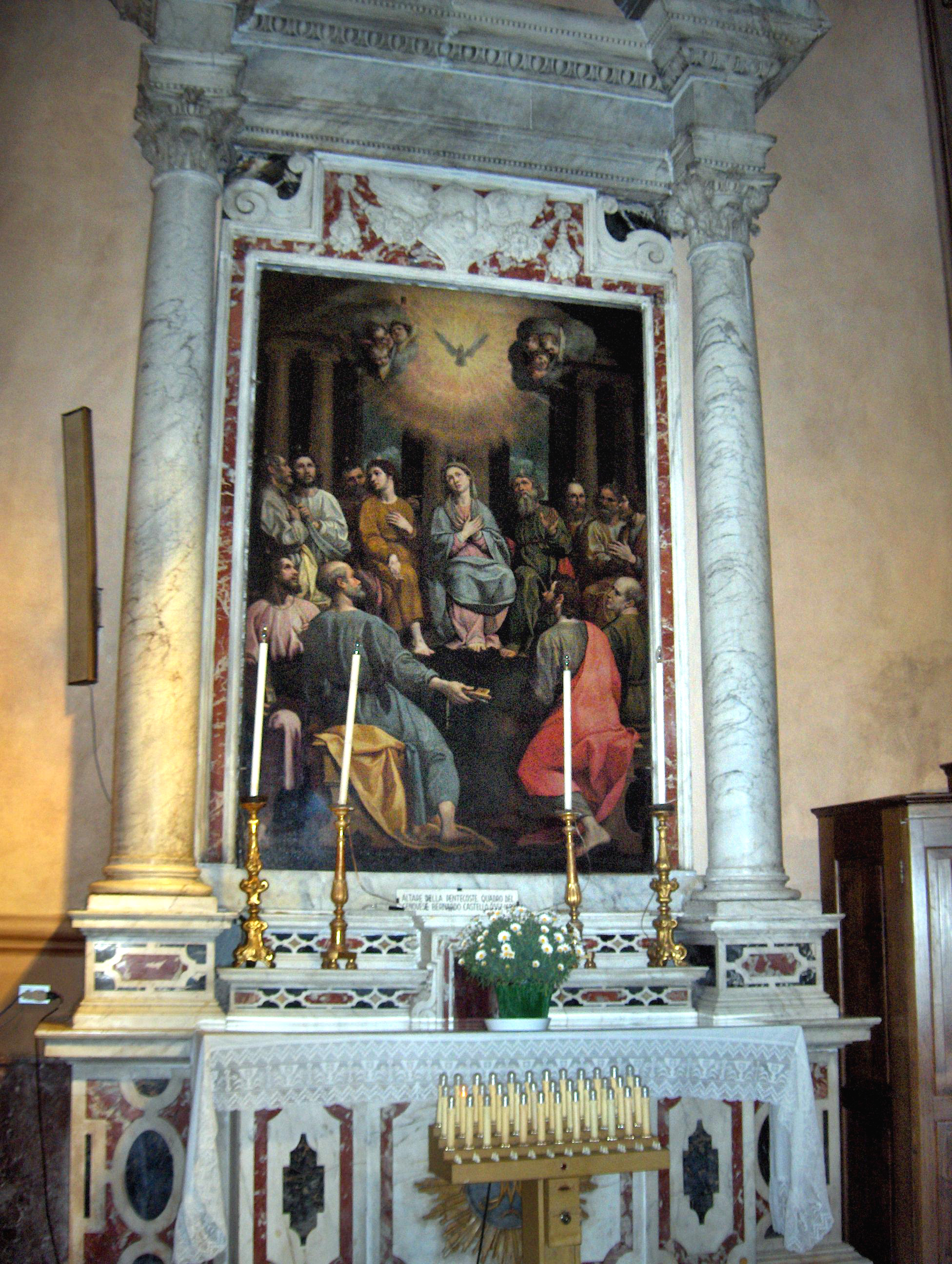
Altare della Pentecoste; chiesa di S. Ambrogio, Alassio

Oltre che a Genova, lavorò anche a Roma (Basilica di Santa Maria sopra Minerva, Palazzo Colonna, Palazzo del Quirinale) e anche per il duca Carlo Emanuele I di Savoia.
È stato il capostipite di una fiorente scuola che ha dato alla Liguria artisti di valore.
Ebbe tra i suoi allievi Simone Barabino, del quale però non volle apprezzare il talento: per un'irrefrenabile gelosia di mestiere lo contrastò aspramente, fino a che questi abbandonò la sua bottega nel 1605.
Bernardo Castello morì dopo una breve malattia nell'ottobre del 1629, a settantadue anni, mentre era in procinto di recarsi a Roma dove era stato chiamato a dipingere un quadro per la basilica di San Pietro.
Fu sepolto nella chiesa di San Martino d'Albaro.
Bernardo Castello era il padre di Valerio Castello, l'ultimo dei suoi figli, nato quando il pittore era già in età avanzata.
Valerio Castello, dotato di una grande carica innovativa, sarebbe diventato uno dei maggiori pittori genovesi del Seicento, pur essendo morto prematuramente, a soli 34 anni.
Bernardo Castello non ebbe però modo di influenzare la formazione artistica del figlio, essendo morto quando questi aveva solo sei anni.

## Opere
Durante la sua lunga carriera artistica Bernardo Castello produsse innumerevoli opere.
L'elenco che segue, non esaustivo, dà un'idea della vastità della sua produzione artistica:
Affreschi
- Affreschi con scene della Gerusalemme liberata nel Palazzo Bernardo e Giuseppe De Franchi (Genova)[3]
- Affreschi nella Villa Centurione del Monastero (San Pier d'Arena)
- Affreschi nel Palazzo Angelo Giovanni Spinola
- Affreschi nel Palazzo Gio Vincenzo Imperiale
- Affreschi nel Palazzo Giustiniani a Bassano Romano Viterbo relativi al mito di Amore e Psiche
- Affresco raffigurante il Martirio di San Giovanni Battista nella Chiesa del Gesù (Genova)
- Affreschi raffiguranti Storie della Vergine nella volta, nella controfacciata e nella cupola del Santuario di Nostra Signora della Misericordia (Savona)
- Affreschi nella volta del presbiterio nella Chiesa di Santa Maria di Castello a Genova
- Affreschi nella Villa Spinola di San Pietro (San Pier d'Arena)
- Affreschi nella Villa Imperiale Scassi (San Pier d'Arena)

Dipinti
- Madonna col Bambino, san Giovanni Battista e san Giorgio, 1626, olio su tela, 173x149, Palazzo Bianco, Genova[4][5]
- Dipinto raffigurante San Francesco da Paola nella Chiesa di Nostra Signora del Carmine e Sant'Agnese (Genova)[6]
- Dipinto raffigurante Ester e Assuero nella Chiesa dei Santi Cosma e Damiano (Genova)[7]
- Dipinto raffigurante Madonna col Bambino e i santi Nicolò e Maddalena nella Chiesa di Santa Maria Maddalena (Genova)[8]
- Dipinto raffigurante Madonna in trono con San Giovanni e altro santo nella Commenda di San Giovanni di Pré (Genova)[9]
- Pala d'altare raffigurante i santi Rocco, Nazario e Celso, Caterina da Siena e Sebastiano nell'Oratorio di San Celso (Sturla)[10]
- Due dipinti che raffigurano la Deposizione[7] e Madonna col Bambino e Santi[7], nella Chiesa di San Bartolomeo della Certosa (Genova-Rivarolo)
- Dipinto raffigurante il Martirio di San Pietro da Verona (1597) nella Chiesa di Santa Maria di Castello a Genova[11]
- Dipinto raffigurante il Martirio di San Bartolomeo (1602) nella Chiesa di San Bartolomeo della Ginestra (Sestri Levante)[7]
- Dipinto raffigurante San Bernardo in cattedra tra Sant'Erasmo e San Nicola nell'oratorio di San Bernardo a Santa Margherita Ligure (ritrovato casualmente nel 2007)[12]
- Pala d'altare raffigurante la Madonna del Rosario nella Basilica di Santa Margherita a Santa Margherita Ligure[13]
- Pala d'altare raffigurante il Crocifisso con i Santi Prospero e Caterina d'Alessandria nella Basilica di Santa Maria Assunta (Camogli)[14]
- Pala d'altare raffigurante il Miracolo di Pentecoste nella chiesa di Sant'Ambrogio (Alassio)[15]
- Dipinti raffiguranti Madonna col Bambino in gloria di angeli[16] e Adorazione dei pastori[17] conservati nello stesso santuario di Savona
- Dipinto raffigurante l'Assunzione della Vergine nella Chiesa di Santa Caterina (Rossiglione)[18]
- Dipinto raffigurante San Giovanni Battista, Sant'Antonio Abate e Maria Maddalena nella Chiesa di San Giorgio (Busalla)[19]
- Dipinto raffigurante l'Annunciazione nella Chiesa di San Giorgio (Sarissola)[20]
- Pala d'altare raffigurante il Martirio di Santo Stefano, datata 1618, già Oratorio S. Stefano Protomartire, piazza del Monte di Pietà, Palermo, oggi Museo Diocesano di Palermo[21]
- Dipinto raffigurante la Lapidazione di Santo Stefano, databile intorno al 1583, nella Chiesa di San Giorgio dei Genovesi (Palermo)[22]
- Pala d'altare raffigurante il Martirio di San Lorenzo nella Chiesa di San Lorenzo di Torbi (Ceranesi)[7]
- Pala d'altare raffigurante Ultima cena nella Basilica di Sant'Antonino a Piacenza[23]
- Ultima Cena, firmata e datata 1598, Chiesa di San Francesco all'Ospedale San Martino